# محمدرضا اکبری
محمدرضا اکبری (متولد ۲۹ شهریور ۱۳۶۵)، بازیکن اسبق تیم ملی بسکتبال ایران است که در پست فوروارد بازی می‌کند.